# The First Born is Dead
Albums de Nick Cave and the Bad Seeds
From Her To Eternity
(1984) Kicking Against the Pricks
(1986)
The First Born Is Dead est le deuxième album de Nick Cave and the Bad Seeds, sorti en 1985. Nick Cave y explore plus loin encore que précédemment sa fascination pour la musique des États du Sud des États-Unis, en y parsemant des références à Elvis Presley et à certains bluesmen tel Blind Lemon Jefferson, notamment. 

## Tracklisting
1. Tupelo (7:17)
2. Say Goodbye to the Little Girl Tree (5:10)
3. Train-Long Suffering (3:49)
4. Black Crow King (5:05)
5. Knocking on Joe (7:38)
6. Wanted Man (5:27)
7. Blind Lemon Jefferson (6:10)
8. The Six Strings that Drew Blood (4:50) (uniquement sur l'édition CD)
9. Tupelo (version single) (5:01) (uniquement sur l'édition CD)

## Les chansons
- Le titre Tupelo est basé sur la chanson éponyme de John Lee Hooker, qui figure sur la compilation Original Seeds ; elle parle d'une inondation survenue à Tupelo, la ville natale d'Elvis Presley, dans l'État du Mississippi. La chanson de Nick Cave intègre des images évoquant la naissance d'Elvis et l'apocalypse lors du retour glorieux du Christ à la fin des temps. Sur le clip éponyme, c'est Barry Adamson qui joue de la batterie.
- Le titre Wanted Man est une version adaptée de la chanson composée par Bob Dylan pour Johnny Cash. Nick Cave a été autorisé à en modifier les paroles : il y inclut des références à ses amis, comme la photographe Polly Borland, par exemple.
- Le titre Six Strings That Drew Blood, écrit par Rowland S. Howard et Nick Cave, est un réenregistrement d'une chanson des sessions de Mutiny, album de Birthday Party.

## Formation
- Nick Cave - chant, harmonica
- Mick Harvey - guitare, piano, orgue, basse, batterie, chœurs
- Barry Adamson - guitare, orgue, basse, batterie, chœurs
- Blixa Bargeld - guitare, chœurs